# Nadege Bobillier
Nadege Bobillier (Annecy, 22 januari 1988) is een Franse kunstschaatsster.
Bobillier is actief als individuele kunstschaatsster en wordt gecoacht door Didier Lucine. 
| records             | punten | datum      | toernooi |
| ------------------- | ------ | ---------- | -------- |
| Hoogste totaalscore | 112.88 | 19-01-2006 | EK 2006  |
| Hoogste korte kür   | 41.89  | 18-01-2006 | EK 2006  |
| Hoogste lange kür   | 70.99  | 19-01-2006 | EK 2006  |

| resultaten             | 1999 | 2000 | 2001 | 2002 | 2003 | 2004 | 2005 | 2006 |
| ---------------------- | ---- | ---- | ---- | ---- | ---- | ---- | ---- | ---- |
| Olympische Spelen      | -    | -    | -    | -    | -    | -    | -    |      |
| Wereldkampioenschap    | -    | -    | -    | -    | -    | -    | -    |      |
| Europees kampioenschap | -    | -    | -    | -    | -    | -    | -    | 17e  |